# Henrik Gahn den yngre
Henrik Gahn den yngre, född  den 1 april 1820 i Falun, död den 30 mars 1874 i Uppsala, var kemist och industriman.
Henrik Gahn var son till salpetersjuderidirektören Johan Henric Gahn och Johanna Charlotta Théel, och sonson till kemisten Johan Gottlieb Gahn. Henrik Gahn flyttade till Uppsala 1838 för att studera. Åren 1841–1842 studerade han vid Falu bergsskola.
Efter studierna ägnade han sig sedan främst åt skogsaffärer och lantbruk. År 1862 flyttade Henrik Gahn för gott till Uppsala där han anlade en kemisk-teknisk fabrik (se Henrik Gahns AB). År 1868 uppfann han ett av sina mest kända preparat, desinfektionsmedlet aseptin, vilket sedermera fick många efterföljare.
Henrik Gahn ligger begravd på Uppsala gamla kyrkogård.